# INTERSECTION (그룹)
INTERSECTION(인터섹션)은 2018년 에이벡스 그룹이 결성한 일본 보이 밴드이다. 2022년 3월 31일에 해체되었다.

## 역사
에이벡스는 2015년 멤버들을 스카우트한 후 INTERSECTION이라는 콘셉트를 만들어 국제 음악 시장 진출을 위해 혼혈 멤버들을 기반으로 그룹을 결성했다. 카즈마 미첼은 데뷔 전 남성 논노 전속 모델이자 하버드 대학교 학생이었고, 윌리엄 아오야마는 주니어 올림픽 수영 선수였다.
2018년 10월 디지털 데뷔 싱글 'Heart of Gold'를 발매한 데 이어 2018년 11월 'Falling', 2018년 12월 'Body Language', 2019년 7월 'You're the Reason'을 발매했다. 2019년 7월에는 INTERSECTION은 "One Step Closer"라는 노래로 2019년 애니메이션 Fruits Basket의 엔딩 주제가 연주자로 발표되었다. 이후 2019년 8월 21일 'You're the Reason'을 프로모션 트랙으로 하여 첫 앨범 INTERSECTION을 디지털로 발매했다. 2020년 1월에는 'New Page'라는 곡으로 블랙 클로버 세 번째 시즌의 엔딩 주제가 출연자로 발표됐다.
2021년 카즈마, 카엘란, 미카는 중국 리얼리티 서바이벌 프로그램 창조영 2021에 참가했다. 카즈마가 쇼를 떠나고 카엘란이 마지막 에피소드에서 탈락하는 동안 미카는 대회에서 4위를 차지했다. 이후 그는 중국 보이그룹 INTO1으로 데뷔했다.